# Campeonato Paulista 2018
El Campeonato Paulista de Fútbol 2018 fue la 117ª edición del principal campeonato de clubes de fútbol del estado de São Paulo (Brasil). El torneo fue organizado por la Federación Paulista de Fútbol (FPF) y se extendió  desde el 17 de enero de 2018 hasta el 8 de abril del mismo año. Concedió  tres cupos para la Copa do Brasil de 2019 y dos cupos para el Campeonato Brasileño de Serie D para clubes no pertenecientes a la Serie A, Serie B o Serie C del Brasileirão.

## Sistema de juego
Con la reducción del número de participantes de 20 a 16 equipos, los equipos serán divididos en cuatro grupos de cuatro equipos cada uno. Los equipos de un grupo enfrentan a los clubes de los otros grupos. En total, cada equipo participante disputa 12 partidos en la primera fase. Los dos primeros clasificados de cada grupo avanzan a cuartos de final, que se disputan en partido único en casa del club con mejor campaña de la primera fase. Las semifinales también son disputadas en partido único. La final se disputa en juegos de ida y vuelta, sin tener en cuenta el gol en condición de visitante.
Además, los seis equipos que no clasifiquen a la fase final y no hayan descendido de categoría disputarán el Campeonato del Interior. Este torneo excluye a los cuatro equipos grandes (Palmeiras, Corinthians, São Paulo y Santos) y otorga un cupo a la Copa de Brasil del 2019. Estos equipos se dividen en dos grupos de tres cada uno y se enfrentan a los equipos del grupo contrario totalizando tres partidos en esta fase. El primero de cada grupo clasifica a la final del torneo en donde se jugarán partidos de ida y vuelta para definir al campeón.
Los tres primeros del campeonato clasificarán para la Copa de Brasil del 2019. Si uno de ellos, resulta clasificado a la Copa Libertadores 2019, el cuarto ubicado será el clasificado y así, sucesivamente. Para esta edición, descenderán 2 equipos y ascenderán 2 para la edición del 2019. Los descendidos resultarán de la tabla general que reúne a todos los equipos.

### Criterios de desempate
En caso de que haya dos o más equipos empatados en puntos al finalizar la primera fase del campeonato, los criterios de desempate son:
1. Mayor número de partidos ganados.
2. Mejor diferencia de gol.
3. Mayor número de goles a favor.
4. Menor número de tarjetas rojas recibidas.
5. Menor número de tarjetas amarillas recibidas.
6. Sorteo.

En caso de que haya dos equipos empatados en puntos al finalizar la segunda, tercera o cuarta fase (cuartos de final, semifinales y final) del campeonato, el desempate se realizará, directamente, en tiros desde el punto penal.

## Equipos participantes

### Ascensos y descensos
| Pos. | Descendidos en la temporada 2017 |
| ---- | -------------------------------- |
| 15º  | São Bernardo                     |
| 16º  | Audax                            |

| Pos. | Ascendidos de la Serie A2 |
| ---- | ------------------------- |
| 1º   | São Caetano               |
| 2º   | Bragantino                |

### Información de los equipos
| Equipo          | Ciudad             | Estadio                   | Capacidad | Posición 2017 |
| --------------- | ------------------ | ------------------------- | --------- | ------------- |
| Botafogo        | Ribeirão Preto     | Santa Cruz                | 29 292    | 6º            |
| Bragantino      | Bragança Paulista  | Nabi Abi Chedid           | 17 000    | 2° (Serie A2) |
| Corinthians     | São Paulo          | Arena Corinthians         | 48 000    | 1º            |
| Ferroviária     | Araraquara         | Arena da Fonte Luminosa   | 20 950    | 12º           |
| Ituano          | Itu                | Novelli Júnior            | 18 560    | 9°            |
| Linense         | Lins               | Gilberto Siqueira Lopes   | 15 770    | 7°            |
| Mirassol        | Mirassol           | José María de Campos Maia | 15 000    | 11º           |
| Novorizontino   | Novo Horizonte     | Jorge Ismael de Biasi     | 16 000    | 8º            |
| Palmeiras       | São Paulo          | Allianz Parque            | 40 199    | 3°            |
| Ponte Preta     | Campinas           | Moisés Lucarelli          | 19 728    | 2º            |
| Red Bull Brasil | Campinas           | Moisés Lucarelli          | 19 728    | 13º           |
| Santo André     | Santo André        | Bruno José Daniel         | 8 000     | 10º           |
| Santos          | Santos             | Vila Belmiro              | 16 798    | 5º            |
| São Bento       | Sorocaba           | Walter Ribeiro            | 13 772    | 14º           |
| São Caetano     | São Caetano do Sul | Anacleto Campanella       | 14 400    | 1º (Serie A2) |
| São Paulo       | São Paulo          | Pacaembú                  | 67 428    | 4º            |

## Primera fase

### Grupo A
| Pos. | Equipos     | PJ | PG | PE | PP | GF | GC | Dif. | Pts. |
| ---- | ----------- | -- | -- | -- | -- | -- | -- | ---- | ---- |
| 1.   | Corinthians | 12 | 7  | 2  | 3  | 17 | 6  | +11  | 23   |
| 2.   | Bragantino  | 12 | 4  | 5  | 3  | 9  | 8  | +1   | 17   |
| 3.   | Ituano      | 12 | 4  | 5  | 3  | 13 | 13 | 0    | 17   |
| 4.   | Linense     | 12 | 2  | 4  | 6  | 13 | 20 | -7   | 10   |

### Grupo B
| Pos. | Equipos     | PJ | PG | PE | PP | GF | GC | Dif. | Pts. |
| ---- | ----------- | -- | -- | -- | -- | -- | -- | ---- | ---- |
| 1.   | São Paulo   | 12 | 5  | 2  | 5  | 12 | 11 | +1   | 17   |
| 2.   | São Caetano | 12 | 4  | 3  | 5  | 8  | 14 | -6   | 15   |
| 3.   | Ponte Preta | 12 | 2  | 6  | 4  | 6  | 8  | -2   | 12   |
| 4.   | Santo André | 12 | 1  | 6  | 5  | 11 | 18 | -7   | 8    |

### Grupo C
| Pos. | Equipos       | PJ | PG | PE | PP | GF | GC | Dif. | Pts. |
| ---- | ------------- | -- | -- | -- | -- | -- | -- | ---- | ---- |
| 1.   | Palmeiras     | 12 | 8  | 2  | 2  | 19 | 8  | +11  | 26   |
| 2.   | Novorizontino | 12 | 6  | 2  | 4  | 18 | 17 | +1   | 20   |
| 3.   | São Bento     | 12 | 4  | 5  | 3  | 11 | 8  | +3   | 17   |
| 4.   | Ferroviária   | 12 | 2  | 7  | 3  | 11 | 12 | -1   | 13   |

### Grupo D
| Pos. | Equipos         | PJ | PG | PE | PP | GF | GC | Dif. | Pts. |
| ---- | --------------- | -- | -- | -- | -- | -- | -- | ---- | ---- |
| 1.   | Santos          | 12 | 5  | 3  | 4  | 17 | 13 | +4   | 18   |
| 2.   | Botafogo        | 12 | 4  | 4  | 4  | 9  | 11 | -2   | 16   |
| 3.   | Red Bull Brasil | 12 | 2  | 7  | 3  | 10 | 11 | -1   | 13   |
| 4.   | Mirassol        | 12 | 2  | 6  | 4  | 9  | 13 | -4   | 12   |

|  |                                 |
|  | Clasificado a cuartos de final. |
|  | Eliminados                      |

### Resultados
- Los estadios y horarios del torneo se encuentra en la página oficial de la FPF.[3]

- La hora de cada encuentro corresponde al huso horario correspondiente al Estado de São Paulo (UTC-3).

| Red Bull Brasil | 0 - 0 | Ferroviária | Moisés Lucarelli         | 17 de enero | 17:00 |
| Linense         | 0 - 3 | Santos      | Gilberto Siqueira Lopes  | 17 de enero | 19:30 |
| São Bento       | 2 - 0 | São Paulo   | Municipal Walter Ribeiro | 17 de enero | 19:30 |
| Ituano          | 3 - 1 | São Caetano | Novelli Junior           | 17 de enero | 19:30 |
| Novorizontino   | 3 - 1 | Mirassol    | Jorge Ismael de Biasi    | 17 de enero | 19:30 |
| Corinthians     | 0 - 1 | Ponte Preta | Pacaembú                 | 17 de enero | 21:45 |
| Palmeiras       | 3 - 1 | Santo André | Allianz Parque           | 18 de enero | 19:00 |
| Bragantino      | 2 - 0 | Botafogo    | Nabi Abi Chedid          | 18 de enero | 19:00 |

| Mirassol    | 0 - 0 | São Bento       | José Maria de Campos Maia | 20 de enero | 16:30 |
| São Paulo   | 0 - 0 | Novorizontino   | Morumbí                   | 20 de enero | 19:00 |
| Ferroviária | 1 - 1 | Ituano          | Arena da Fonte Luminosa   | 20 de enero | 21:00 |
| Botafogo    | 0 - 1 | Palmeiras       | Santa Cruz                | 21 de enero | 17:00 |
| São Caetano | 0 - 4 | Corinthians     | Pacaembú                  | 21 de enero | 19:30 |
| Santo André | 1 - 1 | Red Bull Brasil | Primeiro de Maio          | 21 de enero | 19:30 |
| Ponte Preta | 0 - 1 | Linense         | Moisés Lucarelli          | 21 de enero | 19:30 |
| Santos      | 0 - 1 | Bragantino      | Vila Belmiro              | 22 de enero | 20:00 |

| Linense     | 0 - 2 | São Caetano     | Gilberto Siqueira Lopes   | 24 de enero | 17:00 |
| Corinthians | 2 - 0 | Ferroviária     | Pacaembú                  | 24 de enero | 19:30 |
| Botafogo    | 3 - 1 | Novorizontino   | Santa Cruz                | 24 de enero | 19:30 |
| Mirassol    | 0 - 2 | São Paulo       | José Maria de Campos Maia | 24 de enero | 21:45 |
| Bragantino  | 0 - 1 | São Bento       | Nabi Abi Chedid           | 25 de enero | 18:30 |
| Ponte Preta | 1 - 2 | Santos          | Moisés Lucarelli          | 25 de enero | 19:30 |
| Ituano      | 0 - 0 | Santo André     | Novelli Junior            | 25 de enero | 19:30 |
| Palmeiras   | 2 - 1 | Red Bull Brasil | Allianz Parque            | 25 de enero | 21:00 |

| Corinthians     | 2 - 0 | São Paulo   | Pacaembú                | 27 de enero | 17:00 |
| Novorizontino   | 1 - 0 | São Caetano | Jorge Ismael de Biasi   | 27 de enero | 19:00 |
| Bragantino      | 0 - 2 | Palmeiras   | Nabi Abi Chedid         | 28 de enero | 17:00 |
| São Bento       | 0 - 1 | Ponte Preta | Walter Ribeiro          | 28 de enero | 17:00 |
| Santos          | 1 - 1 | Ituano      | Pacaembú                | 28 de enero | 19:30 |
| Santo André     | 1 - 1 | Mirassol    | Bruno José Daniel       | 29 de enero | 17:30 |
| Red Bull Brasil | 2 - 1 | Linense     | Moisés Lucarelli        | 29 de enero | 19:30 |
| Ferroviária     | 1 - 2 | Botafogo    | Arena da Fonte Luminosa | 29 de enero | 20:00 |

| São Bento       | 2 - 2 | Santo André | Walter Ribeiro          | 2 de febrero | 17:00 |
| Ituano          | 1 - 1 | Ponte Preta | Novelli Junior          | 3 de febrero | 16:30 |
| São Paulo       | 2 - 0 | Botafogo    | Morumbí                 | 3 de febrero | 17:00 |
| Red Bull Brasil | 1 - 1 | Bragantino  | Moisés Lucarelli        | 3 de febrero | 19:00 |
| Palmeiras       | 2 - 1 | Santos      | Allianz Parque          | 4 de febrero | 17:00 |
| Novorizontino   | 0 - 1 | Corinthians | Jorge Ismael de Biasi   | 4 de febrero | 19:30 |
| São Caetano     | 0 - 2 | Mirassol    | Anacleto Campanella     | 4 de febrero | 19:30 |
| Linense         | 1 - 2 | Ferroviária | Gilberto Siqueira Lopes | 5 de febrero | 20:00 |

| São Paulo   | 1 - 0 | Bragantino      | Morumbí                   | 8 de febrero  | 21:45 |
| Santo André | 2 - 1 | Corinthians     | Bruno José Daniel         | 9 de febrero  | 19:00 |
| São Bento   | 2 - 2 | Linense         | Walter Ribeiro            | 9 de febrero  | 19:15 |
| Ferroviária | 2 - 2 | Santos          | Arena da Fonte Luminosa   | 10 de febrero | 16:30 |
| Ponte Preta | 1 - 1 | Novorizontino   | Moisés Lucarelli          | 10 de febrero | 16:30 |
| Botafogo    | 1 - 0 | Ituano          | Santa Cruz                | 10 de febrero | 16:30 |
| Mirassol    | 0 - 2 | Palmeiras       | José Maria de Campos Maia | 10 de febrero | 19:00 |
| São Caetano | 1 - 1 | Red Bull Brasil | Anacleto Campanella       | 10 de febrero | 19:00 |

| Bragantino    | 0 - 0 | Mirassol        | Nabi Abi Chedid         | 14 de febrero | 17:00 |
| Ferroviária   | 2 - 1 | Santo André     | Arena da Fonte Luminosa | 14 de febrero | 19:30 |
| Botafogo      | 1 - 1 | Ponte Preta     | Santa Cruz              | 14 de febrero | 19:30 |
| Santos        | 2 - 0 | São Caetano     | Vila Belmiro            | 14 de febrero | 19:30 |
| Corinthians   | 0 - 1 | São Bento       | Arena Corinthians       | 14 de febrero | 21:45 |
| Novorizontino | 0 - 2 | Red Bull Brasil | Jorge Ismael de Biasi   | 15 de febrero | 19:00 |
| Palmeiras     | 2 - 2 | Linense         | Allianz Parque          | 15 de febrero | 21:00 |
| Ituano        | 2 - 1 | São Paulo       | Novelli Junior          | 21 de febrero | 21:45 |

| Santo André     | 1 - 1 | Bragantino    | Bruno José Daniel         | 17 de febrero | 16:30 |
| São Caetano     | 1 - 0 | Ferroviária   | Anacleto Campanella       | 17 de febrero | 19:00 |
| Mirassol        | 1 - 1 | Ituano        | José Maria de Campos Maia | 18 de febrero | 10:00 |
| São Paulo       | 0 - 1 | Santos        | Morumbí                   | 18 de febrero | 17:00 |
| Ponte Preta     | 0 - 0 | Palmeiras     | Moisés Lucarelli          | 18 de febrero | 19:30 |
| São Bento       | 0 - 0 | Botafogo      | Walter Ribeiro            | 18 de febrero | 19:30 |
| Linense         | 2 - 3 | Novorizontino | Gilberto Siqueira Lopes   | 19 de febrero | 20:00 |
| Red Bull Brasil | 1 - 1 | Corinthians   | Moisés Lucarelli          | 19 de febrero | 20:00 |

| Corinthians | 2 - 0 | Palmeiras       | Arena Corinthians         | 24 de febrero | 17:00 |
| São Caetano | 1 - 0 | São Bento       | Anacleto Campanella       | 24 de febrero | 21:30 |
| Bragantino  | 2 - 1 | Novorizontino   | Nabi Abi Chedid           | 25 de febrero | 10:00 |
| São Paulo   | 0 - 0 | Ferroviária     | Morumbí                   | 25 de febrero | 17:00 |
| Santos      | 2 - 0 | Santo André     | Vila Belmiro              | 25 de febrero | 19:30 |
| Mirassol    | 1 - 0 | Ponte Preta     | José Maria de Campos Maia | 25 de febrero | 19:30 |
| Ituano      | 1 - 0 | Red Bell Brasil | Novelli Junior            | 26 de febrero | 17:30 |
| Botafogo    | 1 - 1 | Linense         | Santa Cruz                | 26 de febrero | 19:00 |

| Ferroviária     | 2 - 2 | Mirassol    | Arena da Fonte Luminosa | 2 de marzo | 19:15 |
| Red Bull Brasil | 0 - 0 | São Bento   | Moisés Lucarelli        | 3 de marzo | 16:30 |
| Santo André     | 0 - 1 | Botafogo    | Bruno José Daniel       | 3 de marzo | 19:00 |
| Novorizontino   | 3 - 2 | Ituano      | Jorge Ismael de Biasi   | 3 de marzo | 21:30 |
| Santos          | 1 - 1 | Corinthians | Pacaembú                | 4 de marzo | 17:00 |
| Linense         | 1 - 2 | São Paulo   | Gilberto Siqueira Lopes | 4 de marzo | 19:30 |
| Ponte Preta     | 0 - 1 | Bragantino  | Moisés Lucarelli        | 5 de marzo | 20:00 |
| Palmeiras       | 0 - 1 | São Caetano | Allianz Parque          | 5 de marzo | 20:30 |

| São Bento       | 0 - 1 | Ituano      | Walter Ribeiro          | 6 de marzo | 19:15 |
| Linense         | 1 - 0 | Santo André | Gilberto Siqueira Lopes | 7 de marzo | 17:00 |
| Novorizontino   | 2 - 1 | Santos      | Jorge Ismael de Biasi   | 7 de marzo | 19:30 |
| Corinthians     | 1 - 0 | Mirassol    | Arena Corinthians       | 7 de marzo | 21:45 |
| Ferroviária     | 0 - 0 | Bragantino  | Arena da Fonte Luminosa | 8 de marzo | 17:00 |
| São Caetano     | 0 - 0 | Botafogo    | Anacleto Campanella     | 8 de marzo | 19:15 |
| Palmeiras       | 2 - 0 | São Paulo   | Allianz Parque          | 8 de marzo | 20:00 |
| Red Bull Brasil | 0 - 0 | Ponte Preta | Moisés Lucarelli        | 8 de marzo | 21:30 |

| São Paulo   | 3 - 1 | Red Bull Brasil | Morumbí                   | 11 de marzo | 17:00 |
| Ituano      | 0 - 3 | Palmeiras       | Novelli Junior            | 11 de marzo | 17:00 |
| Botafogo    | 0 - 2 | Corinthians     | Santa Cruz                | 11 de marzo | 17:00 |
| Mirassol    | 1 - 1 | Linense         | José Maria de Campos Maia | 11 de marzo | 17:00 |
| Santos      | 1 - 3 | São Bento       | Vila Belmiro              | 11 de marzo | 17:00 |
| Santo André | 2 - 3 | Novorizontino   | Bruno José Daniel         | 11 de marzo | 17:00 |
| Ponte Preta | 0 - 0 | Ferroviária     | Moisés Lucarelli          | 11 de marzo | 17:00 |
| Bragantino  | 1 - 1 | São Caetano     | Nabi Abi Chedid           | 11 de marzo | 17:00 |

## Campeonato del Interior

### Grupo A
| Pos. | Equipos     | PJ | PG | PE | PP | GF | GC | Dif. | Pts. |
| ---- | ----------- | -- | -- | -- | -- | -- | -- | ---- | ---- |
| 1.   | Mirassol    | 3  | 2  | 0  | 1  | 5  | 3  | +2   | 6    |
| 2.   | São Bento   | 3  | 1  | 1  | 1  | 6  | 5  | +1   | 4    |
| 3.   | Ferroviária | 3  | 1  | 1  | 1  | 5  | 5  | 0    | 4    |

### Grupo B
| Pos. | Equipos         | PJ | PG | PE | PP | GF | GC | Dif. | Pts. |
| ---- | --------------- | -- | -- | -- | -- | -- | -- | ---- | ---- |
| 1.   | Ponte Preta     | 3  | 2  | 0  | 1  | 5  | 3  | +2   | 6    |
| 2.   | Ituano          | 3  | 1  | 1  | 1  | 4  | 5  | -1   | 4    |
| 3.   | Red Bull Brasil | 3  | 0  | 1  | 2  | 4  | 8  | -4   | 1    |

|  |                                    |
|  | Clasificado a la final del torneo. |
|  | Eliminados                         |

### Resultados
- Los estadios y horarios del torneo se encuentra en la página oficial de la FPF.[3]

- La hora de cada encuentro corresponde al huso horario correspondiente al Estado de São Paulo (UTC-3).

| Mirassol    | 3 - 1 | Red Bull Brasil | José Maria de Campos Maia | 17 de marzo | 16:00 |
| São Bento   | 1 - 2 | Ituano          | Municipal Walter Ribeiro  | 17 de marzo | 16:00 |
| Ferroviária | 0 - 2 | Ponte Preta     | Arena da Fonte Luminosa   | 18 de marzo | 19:00 |

| Red Bull Brasil | 2 - 2 | São Bento   | Moisés Lucarelli | 20 de marzo | 18:00 |
| Ituano          | 2 - 2 | Ferroviária | Novelli Junior   | 21 de marzo | 18:00 |
| Ponte Preta     | 2 - 0 | Mirassol    | Moisés Lucarelli | 21 de marzo | 19:00 |

| São Bento   | 3 - 1 | Ponte Preta     | Municipal Walter Ribeiro | 24 de marzo | 17:00 |
| Ferroviária | 3 - 1 | Red Bull Brasil | Arena da Fonte Luminosa  | 24 de marzo | 17:00 |
| Ituano      | 0 - 2 | Mirassol        | Novelli Junior           | 24 de marzo | 17:00 |

### Fase final
| 29 de marzo de 2018, 18:30 | Mirassol          | 1:1 (0:0) | Ponte Preta | Estadio José Maria de Campos, Mirassol |  |
|                            | Édson Silva 90+2' | Reporte   | Marciel 57' |                                        |  |

| 2 de abril de 2018, 20:00 | Ponte Preta | 1:0 (0:0) | Mirassol | Estadio Moisés Lucarelli, Campinas |  |
|                           | Emerson 67' | Reporte   |          |                                    |  |

| Bandera del estado de São Paulo                              |
| Campeón del Interior                                         |
| Ponte Preta 6.to título Clasificado a la Copa de Brasil 2019 |

## Fase final
|  | Cuartos de final  | Cuartos de final  | Cuartos de final  |       |             | Semifinales       | Semifinales       | Semifinales       |  |  | Final          | Final          | Final          |
|  | 17 al 22 de marzo | 17 al 22 de marzo | 17 al 22 de marzo |       |             | 24 al 28 de marzo | 24 al 28 de marzo | 24 al 28 de marzo |  |  | 1 y 8 de abril | 1 y 8 de abril | 1 y 8 de abril |
|  |                   |                   |                   |       |             |                   |                   |                   |  |  |                |                |                |
|  | Palmeiras         | 3                 | 5                 |       |             |                   |                   |                   |  |  |                |                |                |
|  | Novorizontino     | 0                 | 0                 |       |             |                   |                   |                   |  |  |                |                |                |
|  | Novorizontino     | 0                 | 0                 |       | Palmeiras   | 1                 | 1 (5)             |                   |  |  |                |                |                |
|  |                   |                   |                   |       | Palmeiras   | 1                 | 1 (5)             |                   |  |  |                |                |                |
|  |                   | Santos            | 0                 | 2 (3) |             |                   |                   |                   |  |  |                |                |                |
|  | Santos            | Santos            | 0                 | 2 (3) | 0           | 0 (3)             |                   |                   |  |  |                |                |                |
|  | Santos            |                   |                   |       | 0           | 0 (3)             |                   |                   |  |  |                |                |                |
|  | Botafogo          | 0                 | 0 (1)             |       |             |                   |                   |                   |  |  |                |                |                |
|  |                   |                   |                   |       |             |                   |                   |                   |  |  | Palmeiras      | 1              | 0 (3)          |
|  |                   |                   | Corinthians       | 0     | 1 (4)       |                   |                   |                   |  |  |                |                |                |
|  | Corinthians       | 2                 | 2                 |       |             |                   |                   |                   |  |  |                |                |                |
|  | Bragantino        | 3                 | 0                 |       |             |                   |                   |                   |  |  |                |                |                |
|  | Bragantino        | 3                 | 0                 |       | Corinthians | 0                 | 1 (5)             |                   |  |  |                |                |                |
|  |                   |                   |                   |       | Corinthians | 0                 | 1 (5)             |                   |  |  |                |                |                |
|  |                   | São Paulo         | 1                 | 0 (4) |             |                   |                   |                   |  |  |                |                |                |
|  | São Paulo         | São Paulo         | 1                 | 0 (4) | 0           | 2                 |                   |                   |  |  |                |                |                |
|  | São Paulo         |                   |                   |       | 0           | 2                 |                   |                   |  |  |                |                |                |
|  | São Caetano       | 1                 | 0                 |       |             |                   |                   |                   |  |  |                |                |                |

- Nota: En cada llave, el equipo ubicado en la primera línea es el que ejerce la localía en el partido de vuelta.

### Cuartos de final
| 17 de marzo de 2018, 16:00 | São Caetano   | 1:0 (0:0) | São Paulo | Estadio Anacleto Campanella, São Caetano do Sul |  |
|                            | Chiquinho 53' | Reporte   |           |                                                 |  |

| 20 de marzo de 2018, 21:00 | São Paulo                     | 2:0 (0:0) | São Caetano | Estadio Morumbí, São Paulo |  |
|                            | Tréllez 64' · Diego Souza 84' | Reporte   |             |                            |  |

| 17 de marzo de 2018, 19:00 | Novorizontino | 0:3 (0:1) | Palmeiras                                | Estadio Jorge Ismael de Biasi, Novo Horizonte |  |
|                            |               | Reporte   | Dudú 20' (pen.) · Willian 76' · Keno 88' |                                               |  |

| 21 de marzo de 2018, 21:45 | Palmeiras                                                                  | 5:0 (4:0) | Novorizontino | Allianz Parque, São Paulo |  |
|                            | Bruno Henrique 6' · Keno 18' · Willian 35' · Dudú 45+1' · Rafael Elías 79' | Reporte   |               |                           |  |

| 18 de marzo de 2018, 16:00 | Bragantino                                      | 3:2 (1:0) | Corinthians                 | Estadio Pacaembú, São Paulo |  |
|                            | Matheus Peixoto 45+2' · Vitinho 70' · Ítalo 76' | Reporte   | Balbuena 65' · Pedrinho 87' |                             |  |

| 22 de marzo de 2018, 20:00 | Corinthians              | 2:0 (2:0) | Bragantino | Arena Corinthians, São Paulo |  |
|                            | Sidcley 29' · Maycon 44' | Reporte   |            |                              |  |

| 18 de marzo de 2018, 19:30 | Botafogo | 0:0     | Santos | Estadio Santa Cruz, Ribeirão Preto |  |
|                            |          | Reporte |        |                                    |  |

| 21 de marzo de 2018, 19:30 | Santos                                                                       | 0:0 (3:1 p.)               | Botafogo                                        | Estadio Vila Belmiro, Santos |  |
|                            |                                                                              | Reporte                    |                                                 |                              |  |
|                            |                                                                              | Tiros desde el punto penal |                                                 |                              |  |
|                            | Gabriel Barbosa · Vitor Bueno · Diogo Vitor · Lucas Veríssimo · Arthur Gomes |                            | Jheimy · Bruno Moraes · Dodô · Willian Oliveira |                              |  |

### Semifinales
| 24 de marzo de 2018, 19:00 | Santos | 0:1 (0:1) | Palmeiras   | Estadio Pacaembú, São Paulo |  |
|                            |        | Reporte   | Willian 11' |                             |  |

| 27 de marzo de 2018, 20:30 | Palmeiras                                        | 1:2 (1:2) (5:3 p.)         | Santos                                                   | Estadio Pacaembú, São Paulo |  |
|                            | Bruno Henrique 16'                               | Reporte                    | Eduardo Sasha 13' · Rodrygo 39'                          |                             |  |
|                            |                                                  | Tiros desde el punto penal |                                                          |                             |  |
|                            | Dudú · Tchê Tchê · Victor Luis · Moisés · Guerra |                            | Gabriel Barbosa · Jean Mota · Diogo Vitor · Arthur Gomes |                             |  |

| 25 de marzo de 2018, 16:00 | São Paulo  | 1:0 (1:0) | Corinthians | Estadio Morumbí, São Paulo |  |
|                            | Nenê 45+3' | Reporte   |             |                            |  |

| 28 de marzo de 2018, 21:45 | Corinthians                                                       | 1:0 (0:0) (5:4 p.)         | São Paulo                                                                       | Arena Corinthians, São Paulo |  |
|                            | Rodriguinho 90+2'                                                 | Reporte                    |                                                                                 |                              |  |
|                            |                                                                   | Tiros desde el punto penal |                                                                                 |                              |  |
|                            | Mateus Vital · Rodriguinho · Clayson · Pedrinho · Maycon · Danilo |                            | Diego Souza · Lucas Fernandes · Bruno Alves · Reinaldo · Éder Militão · Liziero |                              |  |

### Final
| 31 de marzo de 2018, 16:30 | Corinthians | 0:1 (0:1) | Palmeiras | Arena Corinthians, São Paulo |  |
|                            |             | Reporte   | Borja 7'  |                              |  |

| 8 de abril de 2018, 16:00 | Palmeiras                                                    | 0:1 (0:1) (3:4 p.)         | Corinthians                               | Allianz Parque, São Paulo |  |
|                           |                                                              | Reporte                    | Rodriguinho 1'                            |                           |  |
|                           |                                                              | Tiros desde el punto penal |                                           |                           |  |
|                           | Dudú · Victor Luis · Lucas Lima · Marcos Rocha · Moisés Lima |                            | Danilo · Romero · Lucca · Fagner · Maycon |                           |  |

| Bandera del estado de São Paulo |
| Campeón                         |
| Corinthians 29.no título        |

## Clasificación general
- El campeonato otorga tres cupos para la Copa de Brasil 2019 y, si algún equipo lo tiene garantizado por otra vía, pasará al siguiente en la clasificación general. Además, otorga tres cupos para la Serie D 2019 a los equipos que no se encuentren en ninguna de las demás categorías. Por motivo de la clasificación, no se incluye el puntaje obtenido en el Campeonato del Interior.

| Pos. | Equipos         | Gr. | PJ | PG | PE | PP | GF | GC | Dif. | Pts. |
| ---- | --------------- | --- | -- | -- | -- | -- | -- | -- | ---- | ---- |
| 1.   | Corinthians     | A   | 18 | 10 | 2  | 6  | 23 | 13 | +10  | 32   |
| 2.   | Palmeiras       | C   | 18 | 12 | 2  | 4  | 30 | 11 | +19  | 38   |
| 3.   | São Paulo       | B   | 16 | 7  | 2  | 7  | 15 | 13 | +2   | 23   |
| 4.   | Santos          | D   | 16 | 6  | 5  | 5  | 19 | 15 | +4   | 23   |
| 5.   | Novorizontino   | C   | 14 | 6  | 2  | 6  | 18 | 25 | -7   | 20   |
| 6.   | Bragantino      | A   | 14 | 5  | 5  | 4  | 12 | 12 | 0    | 20   |
| 7.   | São Caetano     | B   | 14 | 5  | 3  | 6  | 9  | 16 | -7   | 18   |
| 8.   | Botafogo        | D   | 14 | 4  | 6  | 4  | 9  | 11 | -2   | 18   |
| 9.   | São Bento       | C   | 12 | 4  | 5  | 3  | 11 | 8  | +3   | 17   |
| 10.  | Ituano          | A   | 12 | 4  | 5  | 3  | 13 | 13 | 0    | 17   |
| 11.  | Ferroviária     | C   | 12 | 2  | 7  | 3  | 11 | 12 | -1   | 13   |
| 12.  | Red Bull Brasil | D   | 12 | 2  | 7  | 3  | 10 | 11 | -1   | 13   |
| 13.  | Ponte Preta     | B   | 12 | 2  | 6  | 4  | 6  | 8  | -2   | 12   |
| 14.  | Mirassol        | D   | 12 | 2  | 6  | 4  | 9  | 13 | -4   | 12   |
| 15.  | Linense         | A   | 12 | 2  | 4  | 6  | 13 | 20 | -7   | 10   |
| 16.  | Santo André     | C   | 12 | 1  | 6  | 5  | 11 | 18 | -7   | 8    |

|  |                                                 |
|  | Campeón y clasificado a la Copa de Brasil 2019. |
|  | Subcampeón.                                     |
|  | Clasificado a la Copa de Brasil 2019.           |
|  | Clasificado a la Serie D 2019.                  |
|  | Descendidos al Campeonato Paulista - A2 2019.   |